# 弧腹軟口魚
弧腹軟口魚（學名：Chondrostoma meandrense）為輻鰭魚綱鯉形目雅羅魚科軟口魚屬的其中一種，被IUCN列為易危保育類動物，分布於亞洲土耳其Büyük Menderes河流域，棲息在溪流底中層水域，生活習性不明。

## 扩展阅读
維基物種上的相關：弧腹軟口魚